# Chachapoyas-Quechua
Chachapoyas-Quechua oder Chachapoyas-Ketschua (Quechua: Chachapuya Runashimi oder Kichwa) ist eine Varietät des Quechua, die in einer Sprachinsel im peruanischen Departement Amazonas in den Provinzen Chachapoyas und Luya gesprochen wird.

## Geschichte
Das Quechua wurde in der Inka-Zeit von Umsiedlergruppen in das Gebiet der besiegten Chachapoya gebracht. Es wurde jedoch nie in der gesamten Region gesprochen.
Bis in die 1970er Jahre war das Chachapoyas-Quechua undokumentiert. Der australisch-französische Linguist Gerald Taylor stellte in den 1970er Jahren Feldforschungen in der Region an und zeichnete Quechua-Erzählungen in Olto in der Provinz Luya (1975) und La Jalca in der Provinz Chachapoyas (1977) auf, als die Sprache bereits nur noch von älteren Menschen gesprochen wurde. Ein Großteil der Dokumentation des Quechua von Chachapoyas geht auf diese Arbeiten von Taylor zurück. Zwar gab es Anfang 1974 in Lamud (Provinz Luya) auch eine einzelne Feldstudie des SIL (David Weber 1975), doch wurden seitdem keine Arbeiten von SIL im Quechua-Sprachgebiet des Departamento Amazonas durchgeführt.

## Soziolinguistische Situation
Das Chachapoyas-Quechua wird fast überall nur noch von älteren Menschen gesprochen, ist also eine hochgradig gefährdete Quechua-Variante. Nach Angaben von Gerald Taylor (1996) setzte die massive Hispanisierung in den 1950er Jahren ein, so dass bereits 1975 nur noch wenige Menschen unter 40 Jahren Quechua sprachen und nur sehr wenige Personen in der Lage waren, traditionelle Geschichten zu erzählen. Unter Berufung auf Taylor bezeichnet deshalb Inés Pozzi Escot 1998 das Chachapoyas-Quechua als fast ausgestorbene Sprache. In deutlichem Widerspruch hierzu wird die Zahl der Sprecher in der 15. Ausgabe des Ethnologue von SIL International von 2005 für das Jahr 2003 unter Berufung auf SIL selbst mit etwa 7.000 Personen angegeben, davon etwa 300 Einsprachige, wobei es nur noch im Distrikt Conila von allen Altersstufen gesprochen und anderswo nicht an die Kinder weitergegeben werde. In der 17. Ausgabe des Ethnologue von 2014 wie auch noch in der 22. Ausgabe von 2019 wird eine Gefährdung der Sprache verneint, doch gibt es keinerlei SIL-Publikationen, welche dies belegen. Nach offiziellen Census-Daten von 2007 lebten im Departamento Amazonas 458 Menschen mit Quechua als Muttersprache. Ein 2014 veröffentlichter Reisebericht aus Quinjalca und Olleros – zwei Orten, an denen Gerald Taylor 1975 Erzählungen auf Quechua aufzeichnete (in Quinjalca vom Sohn des Bären, Jwan Puma, Taylor 1996, S. 82ff.) – zeigt, dass das Vorhandensein noch lebender Quechua-Sprecher von Dorfbewohnern und vor allem den Dorflehrern weithin negiert wird. Diese extrem niedrigen Sprecherzahlen bzw. die Verleugnung der Sprache können allerdings auch mit dem niedrigen Prestige des Quechua und ganz besonders von dessen zentral- und nordperuanischen Varianten erklärt werden.
Projekte zu interkultureller zweisprachiger Erziehung gibt es nicht. Es gibt allerdings Angaben über alte Menschen, die nur Chachapoyas-Quechua sprechen. Es soll noch bei Festen und in Liedern verwendet werden, so dass die junge, kein Quechua sprechende Generation hiervon ausgeschlossen ist. Diese Situation hat schon dazu geführt, dass Schüler – bisher vergeblich – von ihren Lehrern Quechua-Unterricht forderten, um sich mit den Ältesten ihres Dorfes hinreichend verständigen zu können.
Die Bevölkerung in Chachapoyas hat zu keiner Publikation auf Chachapoyas-Quechua Zugang. Einige Texte aus der mündlichen Überlieferung sind in wissenschaftlichen Arbeiten von Gerald Taylor erschienen. Es gibt keine Übersetzungen biblischer Texte. Das evangelikale Joshua-Projekt stellte 2015 die Notwendigkeit von Bibelübersetzungen in Frage.

## Sprachliche Besonderheiten
Das Chachapoyas-Quechua gehört zum Chinchay-Quechua, hat aber auf Grund einiger lautlicher Besonderheiten eine Sonderstellung. So hat es im Gegensatz zu den anderen Chinchay-Mundarten das retroflexe ch [ĉ] erhalten. Auffällig ist die häufige Kontraktion von Wörtern. Dazu gehört auch die Umwandlung von ursprünglichem ay zu langem e und von aw zu langem o. Als einzige Variante des Quechua hat die Chachapoyas-Mundart die Betonung stets auf der ersten Silbe, was auch als Ursache für die Kontraktion angesehen wird.